# 古典主義建築
古典主義建築（英語：Classical architecture）とは、ギリシア建築やローマ建築などの古代の要素を取り入れた建築様式。また、語彙としては、古代マヤ建築、
中国建築様式を取り入れたものも含まれる。古典主義に新要素を含めた場合は、新古典主義建築と分類分けする場合がある。
具体的には、紀元前の建築家ウィトルウィウスが著したヨーロッパにおける最初の建築理論書『デ・アーキテクチュラ』の影響を多かれ少なかれ受けた、古代ギリシャ時代・ローマ時代以降の建築作品である。